# Воронченки
Воронченки — козацько-старшинський рід на Чернігівщині. 
І
- Ілляш Воронченко (? — після 1649)
- Яків Воронченко (Лицар Яцько; ? — 1679; черкаський і прилуцький полковник)

ІІ
- Ілля Якович Воронченко (? — після 1689; прилуцький осавул)

ІІІ
- Яків Ілліч Воронченко (? — після 1706; гадяцький писар)